# Communauté de communes Rhône Cèze Languedoc
La Communauté de communes Rhône Cèze Languedoc est une ancienne collectivité du Gard, elle a rejoint la Communauté d'agglomération du Gard rhodanien au 1er janvier 2013.

## Composition
La Communauté de communes Rhône Cèze Languedoc comprenait 10 communes :
- Bagnols-sur-Cèze 18506hab
- Laudun 5388hab
- Pont-Saint-Esprit 10046hab
- Sabran 1737hab
- Saint-Alexandre 978hab
- Saint-Étienne-des-Sorts 505hab
- Saint-Geniès-de-Comolas 1582hab
- Saint-Nazaire 1159hab
- Saint-Victor-la-Coste 1524hab
- Vénéjan 1173hab

## Organisation
La présidence de la communauté de communes était assurée par Jean-Christian Rey, maire de Bagnols-sur-Cèze (PS). Il avait succédé dans l'été 2012 à Patrice Prat qui a quitté le poste de Président à la suite de son élection comme député de la troisième circonscription du Gard lors des élections législatives de juin 2012.
Rhône Cèze Languedoc fusionne le 1er janvier 2013 avec 5 communautés de communes voisines ainsi que trois autres communes pour former la Communauté d'agglomération du Gard rhodanien.